# Pterotus obscuripennis
Pterotus obscuripennis là một loài bọ cánh cứng trong họ Đom đóm (Lampyridae). Loài này được LeConte miêu tả khoa học năm 1859.